# Монарх кофійський
Монарх кофійський (Symposiachrus julianae) — вид горобцеподібних птахів родини монархових (Monarchidae). Ендемік Індонезії. Вид названий на честь Юліани, королеви Нідерландів.

## Поширення і екологія
Кофійські монархи є ендеміками острова Кофіау в архіпелазі Раджа-Ампат. Вони живуть в тропічних лісах.

## Збереження
МСОП класифікує цей вид як вразливий. За оцінками дослідників, популяція кофійських монархів становить від 3750 до 15000 птахів. Їм загрожує знищення природного середовища.